# جيم دافنبورت
جيم دافنبورت (بالإنجليزية: Jim Davenport)‏ هو لاعب كرة قاعدة أمريكي، ولد في 17 أغسطس 1933 في Siluria, Alabama ‏ في الولايات المتحدة، وتوفي في 18 فبراير 2016 في ريدوود في الولايات المتحدة.

## وصلات خارجية
- جيم دافنبورت على موقعبيزبول رفرنس.كوم (الدوري الرئيسي) (الإنجليزية)